# Khiladi 420
Khiladi 420 è un film del 2000 diretto da Neeraj Vora.